# Euryurus maculatus
Euryurus maculatus är en mångfotingart som beskrevs av Carl Ludwig Koch 1847. Euryurus maculatus ingår i släktet Euryurus och familjen Aphelidesmidae. Inga underarter finns listade i Catalogue of Life.